# Zuriñe del Cerro
Zuriñe del Cerro (10 de janeiro de 1956 - 28 de junho de 2020) foi uma política, activista e feminista espanhola. Ela começou a sua carreira juntando-se à Assembleia Feminina de Bizkaia, então o colectivo feminista Lanbroa. Foi candidata política na década de 1990 ao Parlamento Europeu pelo partido Confederación de Organizaciones Feministas (Partido Feminista de España, Partit Feminista de Catalunya y Alternativa Politica de Euskal Herria). Mais tarde, ela apoiou o Euskal Herriko Mugimendu Abolizionista (EHMA), cujo objectivo era abolir a prostituição, a pornografia e a maternidade de substituição (barriga de aluguer) remunerada.
Del Cerro faleceu no dia 28 de junho de 2020, aos 64 anos, vítima de cancro.